# デイヴ・ロジャース
デイヴ・ロジャース（Dave Rodgers、本名：ジャンカルロ・パスクィーニ（Giancarlo Pasquini）、1963年2月21日 - ）は、イタリア・マントヴァ出身（在住）のユーロビートミュージシャン、シンガーソングライター、音楽プロデューサー、レコーディング・エンジニア。2025年現在は、レコードレーベル「Dave Rodgers Music」の主宰者である。身長174cm。

## 概要
本国やヨーロッパ諸国においては、1980年代のイタロ・ディスコ、ユーロビートを代表するバンド・「ALEPH」のヴォーカリストとして、『Fly To Me』（1985年）や『Fire On The Moon』（1986年）などのヒット曲で高い知名度を誇る。
日本でも、上述のヒット曲が『THAT'S EUROBEAT』などのコンピレーションで取り上げられたことにより「ALEPH」メンバーとしての活動で名を上げた後、1990年代に流行したダンス・パラパラで使われたユーロビートのコンピレーションアルバム『SUPER EUROBEAT』への楽曲提供のほか、1990年代中頃よりTMNや安室奈美恵などのJ-POPのプロデューサーとして楽曲のアレンジメントに携わり、日本におけるユーロビートの流行を牽引した。流行の最盛期となる1995年頃には、市場がほぼ日本のみのJ-POPにおいて、安室奈美恵『太陽のSEASON』（1995年）やV6『MUSIC FOR THE PEOPLE』（1995年）といった数十万枚の売り上げのヒット曲を連発するなど、日本において最も大きな商業的成功を収めたユーロビートミュージシャンの一人でもある。

## 略歴
1984年、バンド「ALEPH」のヴォーカルとして、本名名義で『IN YOUR EYES』（1984年）でデビュー。同年、マウロ・ファリーナの誘いでユーロビートの世界へ入る。
1985年、TIME Recordsより『Fly to Me』（1985年）でメジャーデビュー。イタリア国外での販売もなされたこの作品より「Dave Rodgers」の芸名を使い始める。2作目の『Fly to Me』と3作目の『Fire On The Moon』（1986年）が欧州各国のチャートにランクインするヒット曲となり、Alephはイタロ・ディスコを代表するバンドの一つとなった。
1987年、デイヴ・ロジャース名義のデビュー曲『RICH AND FAMOUS』を発表。一方、ALEPH名義では1990年に活動を停止するまで『Big Brother』（1988年）など次々とヒットを重ね、ファリーナが抜けた後のTIME Recordsのメインソングライターとなる。また、この頃からDISCOMAGIC社を中心とした数多くのユーロビート系アーティストへ楽曲の提供・プロデュースを手掛けるようになった。
1990年、クリエイティヴ面におけるレーベル上層部との対立や金銭における待遇面での不満などからTIME Recordsを脱退、FLEA Recordsに移籍。同年には、スラッシュメタルバンド・BULLDOZERのヴォーカリストであり、DISCOMAGIC社のA&Rでもあったアルベルト・コンティーニと共に、当時FLEA Recordsに在籍していたソングライター陣と共に、A-BEAT C（正式にはRodgers &  Contini Recordsの中の1レーベル）を設立した。
1991年、ユーロビートシンガーであるドミノと結婚し、同年10月19日には一人息子のフェデリーコが誕生。「Dave and Domino」としての活動も行っていたが、2004年頃に離婚。息子のフェデリーコも、「FREDDY RODGERS」として後に歌手デビューを果たしている。
1992年、アンドレア・レオナルディ、コンティーニと共にユニット「RODGERS, CONTINI & SINCLAIRE」を結成。この名義で数曲発表した。
1990年代以降は日本市場に重点を置いた活動を行い、ユーロビートのコンピレーションアルバムへの楽曲提供と並行に、多数の日本人ポップミュージシャンのユーロビートアレンジを手掛ける。
1992年9月23日にカヴァーアルバム『TMN SONG MEETS DISCO STYLE』を発表。『Get Wild』をはじめ、TM NETWORKの楽曲を全編英詞に書き直し、ユーロビートのアレンジに仕上げた。
1993年には『GET WILD MEETS TECHNO STYLE』を発表。それをきっかけにハウス、テクノ、ラップ等のコンピレーションアルバム『HOUSE REVOLUTION』シリーズにBULLDOZER、DJ ZORRO、MMMなどのアーティスト、グループに、テクノハウス、ハイパーテクノ等の楽曲提供、プロデュースを手掛けることになる。
1995年9月27日、THE ALFEEの高見沢俊彦と共同で、『the ALFEE MEETS dance』を発表した。DAVE RODGERS project名義で、デイヴと妻のドミノのヴォーカル、高見沢はトータルプロデュースとギターでの参加であった。当時のフライヤーやCDジャーナル等では、「こぶしを上げずに腰を振れ」というキャッチコピーが記載されていた。
1990年代後半には安室奈美恵・MAX・V6などの楽曲のプロデュースを数多く手がけたことで、日本で商業的に大きな成功を収めたユーロビート作家となり、avex traxとは約10年もの長期独占契約を結んでいた。アニメ『頭文字D』では、「SPACE BOY」をはじめ他アーティストへの提供曲を含む多くの楽曲が劇中に使用されている。
2010年、アーティスト兼プロデューサーのFuturaと共に新レーベル「SUN FIRE RECORDS」を設立、活動を開始した。2011年7月11日には、Futuraと婚約していることをfacebook上で自ら明かしていた。2015年11月、facebookのプロフィールを「シングル」に変更したが、2016年1月20日、またfacebook上でFuturaとの結婚を発表。
2016年1月1日、Alephのデビュー30周年を記念し、『FLY TO ME』をリメイクした『FLY TO ME 2016』を「Aleph feat. Dave Rodgers」の名義でYouTubeに公開。
2018年、「SUN FIRE RECORDS」を離脱し、「Dave Rodgers Music」を創設。新規楽曲に加えて、A.BEAT-C時代のリメイク楽曲や他レーベルのカヴァー楽曲を積極的にリリースしており、POWERFUL T.、NORMA SHEFFIELDなど「SUN FIRE RECORDS」に移籍したアーティストやヴォーカリストの多くの他にも、ドミノ、KAIOH（フェデリーコ）、NUAGEなど「GoGo's Music」に移籍したアーティストや、BRIAN ICE（ファブリツィオ・リッツォロ）、MICKEY B.、ANNERLEY GORDONなどユーロビートの新曲を発表していなかったアーティストが多数参加している。

## デイヴ・ロジャース名義における代表曲
あくまでデイヴ・ロジャース名義の代表曲であり、全てではない。他名義の代表曲も省略する。
他名義の曲も含め、「Category:デイブ・ロジャースが制作した楽曲 ｣も参照のこと。
- SUN CITY
『MAHARAJA NIGHT HI-NRG REVOLUTION VOL.12』収録。ALEPH時代の「BIG BROTHER」をモチーフとしたアンサーソング的な楽曲。ゲストとしてジェニファー・バトゥンがギター演奏で参加。ジェニファーは同曲以降デイヴをはじめA.BEAT-Cのアーティストによる複数楽曲でもギターを演奏している。
- NOTHING CHANGED
『SUPER EUROBEAT VOL.52』収録。UBの「あの頃のまま」をカヴァーした曲。後にレーベルメイトのノーマ・シェフィールドもカバーした。
- MUSIC FOR THE PEOPLE
『SUPER EUROBEAT VOL.65』収録。V6のセルフカヴァー。ジェニファー・バトゥンとタッグを組んでいる。
- SPACE BOY
『SUPER EUROBEAT VOL.87』収録。アニメ『頭文字D』シリーズの作中のBGMとして最初に起用された。
- KINGDOM OF ROCK
『SUPER EUROBEAT VOL.89』収録。V6のセルフカヴァー。テレビ朝日系列の『タモリ倶楽部』のミニコーナーである「空耳アワー」で紹介された。
- DEJA VU
『EUROMACH 2』収録。EXTENDED MIXは『SUPER EUROBEAT presents 頭文字D SUPER EURO BEST』に収録されている。
- WILD REPUTATION 2005
『SUPER EUROBEAT VOL.156』に収録。原曲をTHE BIG BROTHER名義で自身が歌っている。EXTENDED MIXは『SUPER EUROBEAT presents 頭文字D 4th Stage D SELECTION 2』に収録されている。
- DISCO FIRE
『SUPER EUROBEAT presents INITIAL D BATTLE STAGE 2』収録。『SUPER EUROBEAT VOL.169』に収録されたNEO名義の同タイトルの楽曲をセルフカヴァーしたもの。
- THE RACE OF THE NIGHT
『SUPER EUROBEAT VOL.207』及び『SUPER EUROBEAT presents 頭文字D Fifth Stage D SELECTION Vol.2』にてEXTENDED MIXにて収録。

他、多数。